# Četež pri Turjaku
Četež pri Turjaku je naselje v Občini Velike Lašče.